# Helwingia japonica
Helwingia japonica (Thunb.) F.Dietr., 1817 è un piccolo arbusto della famiglia delle Helwingiaceae con vistose infiorescenze sulle lamine fogliari e frutti sferici neri. L'areale della specie comprende il Giappone e la Cina. Viene coltivato raramente.

## Descrizione

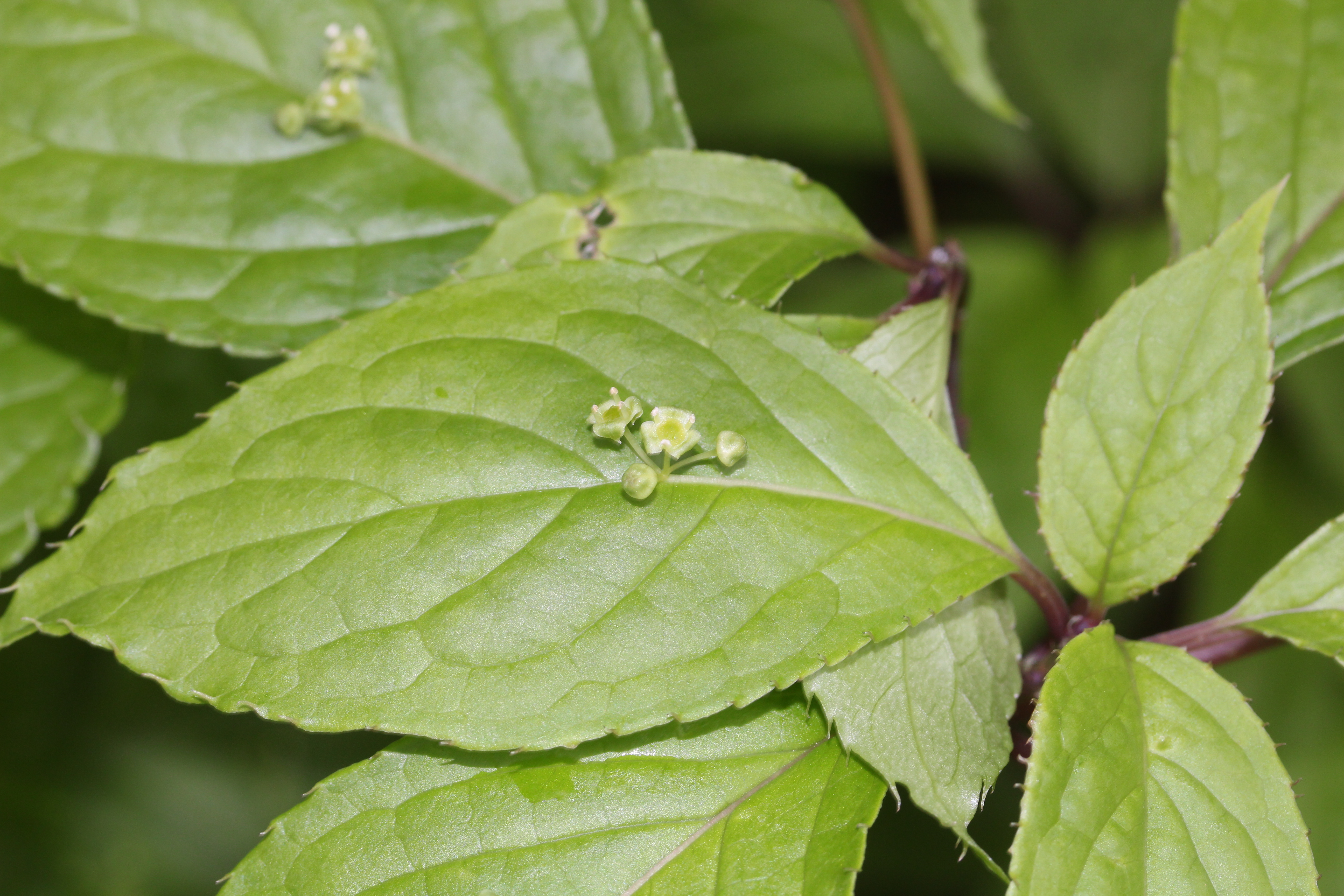
Fiori di H. japonica

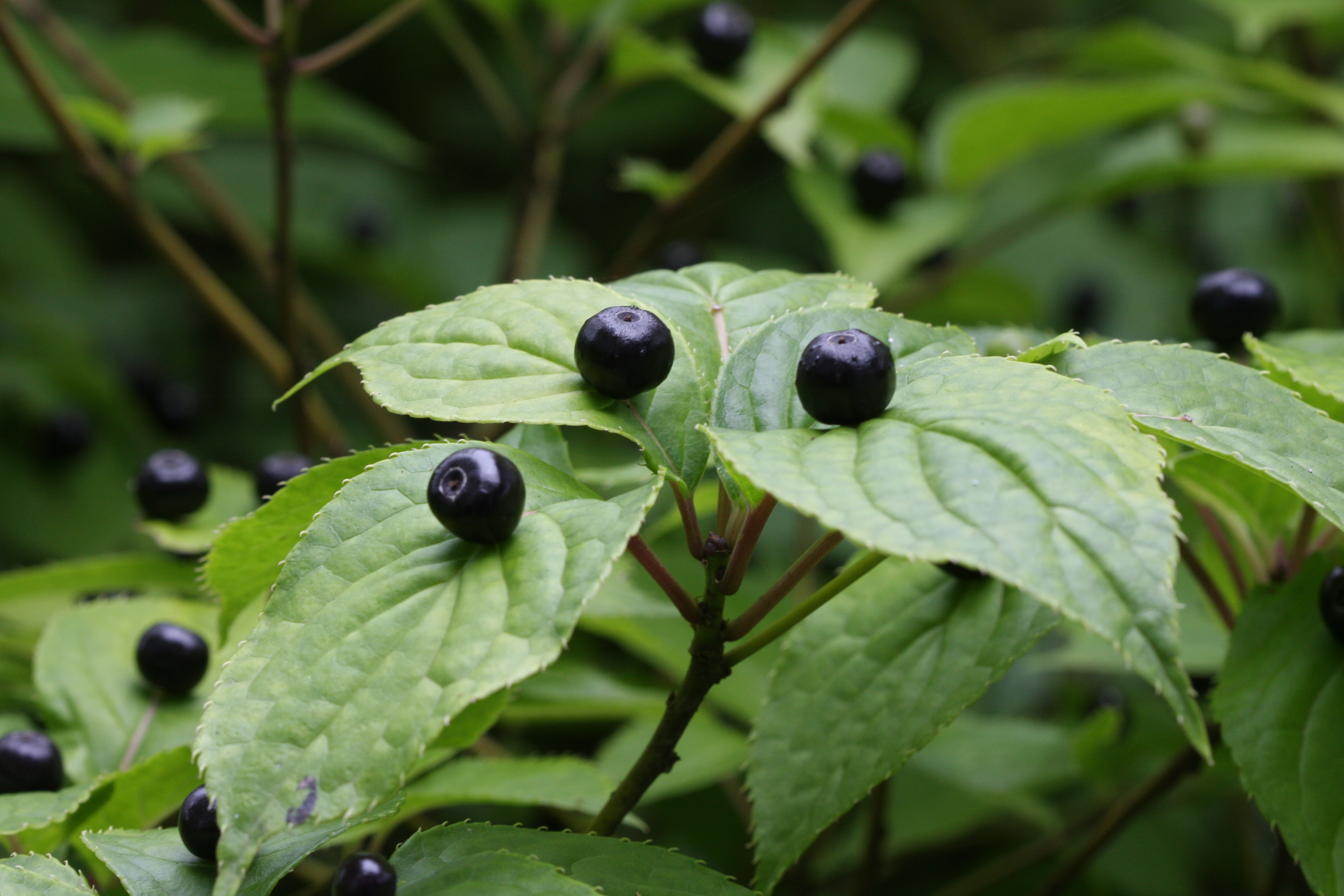
Frutti di H. japonica

H. japonica è un arbusto deciduo, alto da 1 a 2 metri, con corteccia liscia di colore marrone scuro o grigio-nero. I giovani germogli sono verdi, glabri, lisci e presentano evidenti cicatrici fogliari. Le foglie sono disposte in maniera alternata ed hanno uno stelo lungo da 1 a 5 cm. La lamina fogliare è lunga da 3,5 a 9 cm e larga da 2 a 6 cm. Le foglie sono di consistenza cartacea, glabre, ovate appuntite con base largamente cuneiforme e margine fogliare aghiforme seghettato o aghiforme. Sul lato inferiore della foglia si formano da cinque a sette, raramente otto, nervature sporgenti. La pagina inferiore delle foglie è di colore verde chiaro, bianco-grigio o verde.
I fiori sono dioici. Le infiorescenze sono ombrelle che si formano sulle foglie tra il primo terzo e la metà della nervatura principale. Le ombrelle maschili sono costituite da tre a dodici fiori, mentre le ombrelle femminili sono costituite da uno a tre fiori. I fiori sono peduncolati. I petali sono di colore verde chiaro e lunghi da 1 a 5 millimetri. I frutti sono neri, da arrotondati a ovali, con un diametro di circa 4-8 millimetri e quasi sessili (privi di gambo). I 3-5 semi sono da tre a cinque volte lobati. H. japonica fiorisce da aprile a maggio e i frutti maturano da agosto a ottobre.

## Distribuzione e habitat
L'areale della specie comprende il Giappone nel sud-ovest di Hokkaido, su Honshū, Kyushu, Shikoku e le isole Ryukyu, a Taiwan; le province cinesi di Gansu, Guizhou, Hubei, Shaanxi, Sichuan, Zhejiang; il sud-est del Tibet. H. japonica cresce nelle foreste e nei boschi, nelle valli, sui pendii, lungo i fiumi e le strade ad un'altitudine compresa tra 100 e 3400 metri su terreni freschi o umidi, da acidi a neutri, sabbiosi o argillosi, in luoghi soleggiati o in ombra leggera. La specie ama il caldo ed è sensibile al gelo.

## Usi
H. japonica è l'unica specie del genere che talvolta viene coltivata. Le piante sono commestibili e le foglie giovani vengono utilizzate per scopi culinari, venendo bollite o cotte assieme al riso. Anche i fiori possono essere mangiati.